# Dicranomyia lulensis
Dicranomyia lulensis är en tvåvingeart som först beskrevs av Bo Tjeder 1969.  Dicranomyia lulensis ingår i släktet Dicranomyia och familjen småharkrankar. Arten är reproducerande i Sverige. Inga underarter finns listade i Catalogue of Life.